# Pequena Havana
Pequena Havana (em castelhano:  Pequeña Habana; em inglês:  Little Havana) é um bairro de Miami, na Flórida, nos Estados Unidos. Localizado no Condado de Miami-Dade, é o lar de um grande número de imigrantes cubanos exilados da Revolução Cubana, que começaram a chegar na década de 1960. Faz fronteira com o rio Miami, a I-95 e o distrito Brickell.
Além dos muitos cubanos imigrantes residentes, é também povoado por muitos moradores da América Central e do Sul. O bairro foi batizado em homenagem a Havana, a capital e maior cidade de Cuba. Hoje, Pequena Havana é uma atração cultural para a comunidade cubana nos Estados Unidos, onde o estilo de vida de seu país natal é recriado. As principais lojas estão localizadas na Oitava Rua, que tem sua própria Calçada da Fama com estrelas como Celia Cruz, Willy Chirino e Gloria Estefan, entre outros artistas cubanos exilados.

## Generalidades
Pequena Havana é o bairro mais conhecido para exilados cubanos no mundo. Caracteriza-se pela sua vida nas ruas, com galerias de arte e restaurantes latino-americanos. Os quiosques das cafeterias vendem café cubano e tabacarias atendem clientes que fumam charutos. Na Calle Ocho (SW 8th Street), existe o Parque Máximo Gómez, que possui o busto do general herói da independência, mas que é apelidado de Parque Dominó pelos habitantes locais que o usam para o jogo homônimo, além de xadrez ou damas, principalmente por idosos.
A Oitava Rua também abriga o Parque da Memória Cubana, que contém inúmeras esculturas, estátuas e monumentos que homenageiam a comunidade cubana de Miami, como o busto do herói nacional José Martí e o Monumento à Baía dos Porcos, que serve de memorial aos cubanos exilados que morreram em combate no desembarque de 1961. O histórico Teatro Torre exibia filmes independentes e antigos, enquanto as casas noturnas da região oferecem música latina ao vivo e outras atividades culturais. Em 2024, foi decidido que o espaço apenas hospedaria eventos.

## Demografia

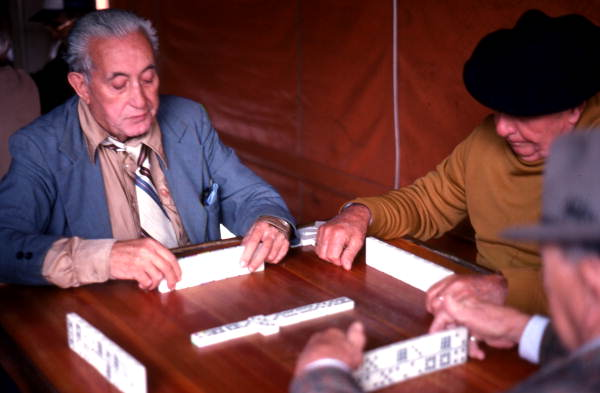
Homens idosos cubanos jogando dominó no Parque Máximo Gómez. O dominó é um jogo popular na cultura cubana, e o parque é conhecido pelos muitos jogadores de dominó que ali se encontram diariamente.

Pequena Havana tem uma população de aproximadamente 90.000 habitantes, em sua maioria latino-americanos, com maior presença de cubanos, seguidos de colombianos, dominicanos e nicaraguenses. Nos primeiros 15 anos após a revolução, meio milhão de cubanos chegaram a Miami. Alguns eram capangas de Fulgencio Batista, fugindo da vingança revolucionária, mas a grande maioria eram empresários e profissionais liberais cujas propriedades estavam ameaçadas de confisco durante a coletivização ou que não queriam viver sob o comunismo. Os exilados receberam generosa ajuda federal do Governo dos Estados Unidos visando a sua assimilação. Uma pequena minoria se envolveu em atos de violência, notadamente no atentado terrorista contra um avião civil cubano sobre Barbados, que matou 73 pessoas em 1976.
A comunidade também possui grande peso político, com três dos quatro distritos eleitorais de Miami ocupados por republicanos cubano-americanos. Uma das cadeiras do Senado da Flórida foi ocupada pelo democrata Robert Menendez, que foi senador por Nova Jersey; que contava com cerca de 85.000 cubano-americanos.

## Pessoas notáveis
| Nome                    | Profissão | Notas                                                                  | Ref.   |
| ----------------------- | --------- | ---------------------------------------------------------------------- | ------ |
| Armando Christian Pérez | Cantor    | Nome artístico Pitbull e nomeado Prefeito Honorário de Pequena Havana. | [ 10 ] |